# Ramón García (piłkarz)
Ramón Antonio García Martínez (ur. 24 sierpnia 1995 w Hermosillo) – meksykański piłkarz występujący na pozycji ofensywnego pomocnika.